# Lo Molinot (Miravet)
Lo Molinot és una obra de Miravet (Ribera d'Ebre) inclosa a l'Inventari del Patrimoni Arquitectònic de Catalunya.

## Descripció
Situat al sud-oest del nucli urbà de la vila de Miravet, pel camí de Xesa, a la roca de Besaculs. Antic molí de difícil accés situat a la riba del riu Ebre. Es tracta d'una construcció de planta rectangular, que ha perdut la coberta i es troba en mal estat de conservació i amagat per l'abundant vegetació de la zona. Es conserva una de les voltes d'arc rebaixat per on l'aigua entrava a la construcció. La construcció és bastida en pedra, probablement lligada amb morter de calç.